# Sambucetole
Sambucetole è una frazione del comune di Amelia (TR).

## Geografia fisica
Si trova ad un'altezza di 366 m s.l.m., a 9 km dal capoluogo, ed è occupato da circa 251 abitanti (Istat). L'intero territorio presenta una popolazione di circa 600 abitanti.
Si erge su una collina, con i lati settentrionale e occidentale a strapiombo sulla riva sinistra del fosso Grande. Il territorio ad ovest è occupato dalle propaggini della catena dei monti Amerini, culminanti in monte Piglio e dominati dalla presenza del sempreverde leccio, chiamato in dialetto elce, licino o argìna. Ad est si estende un paesaggio collinare dominato dalla presenza di colture a seminativi, tra cui spicca il grano tenero.

## Storia
Sambucetole, con la sua forma ad esagono tipica dei castelli costruiti in collina, sorge su uno dei tanti colli che si ergono tra Todi ed Amelia lungo l'antica Via Amerina.
Dalla sua posizione strategica, al confine dei possedimenti di Todi e dominante la valle, poteva vigilare e difendere più facilmente il territorio circostante. Una sola porta permetteva l'accesso al Castrum che, circondato da mura alte 60 palmi (13,44 m), si innalzava su un dirupo scosceso nella parte a nord, chiamata "Bussi" per la notevole presenza di bosso comune.
Oggi la porta non c'è più, le mura in parte sono state demolite ed in altre parti sono inglobate nelle abitazioni; rimangono due torri, non molto elevate, a testimonianza del passato. L'unica chiesa è dedicata a San Matteo apostolo.
Il Castello di Sambucetole o, meglio, "S. Focetoli", come segnano le carte dell'Archivio storico di Todi (riguardanti il confine di Todi con Amelia), si trova sulla riva sinistra del fosso Grande, a sud di Laguscello.
Nei documenti risalenti al '400 il nome del castrum era S. Bucetoli, in quelli del '600 era nominato Sanfocetole o S. Fucetole, nell'800 appariva la forma Sambucetole, nome con il quale è attualmente indicato.
Una voce popolare tende oggi ad accreditare la leggenda secondo la quale Sambucetole sarebbe sorta dopo la distruzione di Laguscello, un castello posto a nord di Sambucetole (su un alto colle, sopra il lago detto "Lagarello", formato dal Rio Grande) di cui rimangono solo le rovine; tutto questo è, però, privo di fondamento storico.
Infatti, il castello di Laguscello (da Lacus Sceleris, per le scellerataggini che vi si commettevano, per essere situato in una selva) ha una propria storia, come risulta dal Dizionario Topografico di Giovan Battista Alvi.
Viene citato per la prima volta nel “l'istrumento di terminazione” del 23 giugno 1325 relativo ai confini tra Todi ed Amelia, giunto a noi in due esemplari pergamenacei, inediti, conservati l'uno nell'Archivio Storico del Comune di Todi, Armadio II casella X Confini con Amelia, perg. n. 3 e l'altro nell'Archivio Storico del Comune di Amelia, Diplomatico, perg. n. 63. 
L'atto contiene il resoconto dell'apposizione di 13 termini lungo il confine tra Todi ed Amelia da parte di una commissione mista all'uopo nominata: il secondo termine è individuato con riferimento, tra l'altro, alle proprietà di tal "Luccio Angeloni de Sambucetulo".
La seconda attestazione è nelle Riformanze di Amelia, ove le citazioni più antiche del castrum Sambucetoli sono nelle riformanze del 2 e 14 gennaio 1327: nella prima il Comune di Amelia ordina agli abitanti del castello di riparare il Ponte di San Leonardo, nella seconda chiede a coloro che posseggano una "casalina" nel castello di tornarvi a risiedere entro le calende, altrimenti il comune le avrebbe espropriate.
In seguito all'assalto apportato a Sismano, il capitano Francesco degli Atti devastò Sambucetole per rappresaglia nel 1408.
Il paese venne poi distrutto dal papalino Paolo Orsini nel 1413, in seguito alla dedizione fatta a Ladislao I d'Angiò, re di Napoli, in lotta con il Papa.
Nel 1425, il Comune di Amelia decretava di impegnare 25 fiorini (il resto sarebbe stato messo dagli uomini del Castello) per riattare il castrum e richiamare, con un bando, i sambucetolani assenti, pena la confisca dei beni. Il castrum fu ricostruito e riabitato solo nel 1467-1471, grazie all'impegno di un certo messer Nicolao, il quale, dopo aver manifestato la sua fedeltà, devozione ed obbedienza alla Magnifica Comunità di Amelia, avrebbe dovuto condurre cinquanta famiglie (rivelatesi alla fine trentaquattro) atte a coltivare i terreni, ad abitare nel Castello di Sanfocetole.

## Economia
Nel paese esiste una comunanza nota con il nome di Dominio Collettivo di Sambucetole fondata nel 1902.
L'associazione Turistica e Culturale pro loco di Sambucetole organizza durante tutto l'anno, eventi e manifestazione per la valorizzazione del territorio e il mantenimento delle tradizioni
Nella vicina località di Casalta, si trova un grande allevamento industriale di polli.

## Manifestazioni
- A natale presepe vivente nel borgo del paese,
- 17 gennaio: si festeggia sant'Antonio abate con la distribuzione dei tradizionali pani all'anice.
- La domenica successiva benedizione degli animali e pranzo organizzato dall'Associazione Turistica pro-loco Sambucetole;
- Venerdì Santo: processione in onore del Cristo Morto.
- 25 aprile: si festeggia la Festa del Trattore.
- Corpus Domini: processione con infiorata per le vie del centro storico.
- 16 maggio: festa del patrono S. Clemente Martire; la domenica successiva si celebra la festa del patrono, con tradizionale processione.
- Seconda domenica di giugno: si festeggia la Madonna del Buon Consiglio.
- Mese di giugno: tra la seconda e la terza settimana Sagra degli Gnocchi e del Castrato.
- seconda domenica di settembre passeggiata ecologica alla scoperta degli "ANTICHI SENTIERI DEGLI SCHIAVONI" percorsi con regolare segnaletica all'interno dei boschi e campagne del paese.
- 21 settembre: si festeggia S. Matteo Apostolo ed Evangelista a cui è intitolata la Chiesa Parrocchiale.

## Monumenti e luoghi d'arte

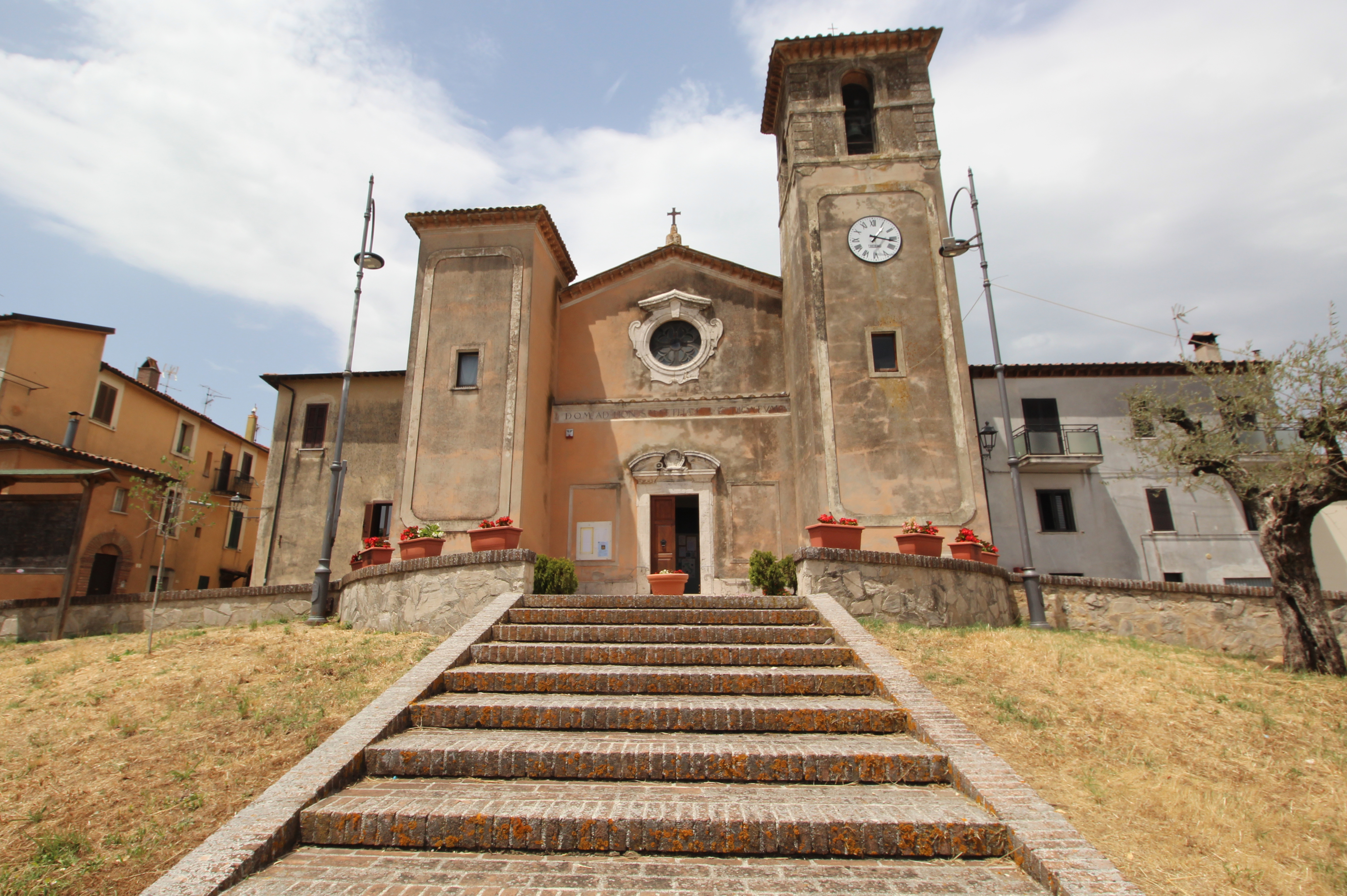
La chiesa di San Matteo Apostolo ed Evangelista

- Chiesa di San Matteo Apostolo ed Evangelista. La sua edificazione è quasi sicuramente coeva alla nascita del Castello, quindi è da far risalire agli inizi del XIV secolo. Il primo Parroco di cui si ha conoscenza è Francesco da Avigliano che ne fu Rettore nel 1332. La Chiesa si trovava all'interno delle mura del Castello, poi nel 1881-1882 il Parroco Giuseppe Cesaretti da Città della Pieve attuò importanti lavori di ampliamento che comportarono la demolizione della antica facciata e l'allungamento della navata fino alle mura medievali della cinta del Castello che divennero la base per la nuova facciata, dove venne realizzata l'attuale porta. All'interno, sopra l'altare maggiore, è collocata la tela di Marcantonio Grecchi da Siena raffigurante S. Matteo, S. Ubaldo, S. Rocco e Sacra Famiglia in gloria. Il dipinto venne realizzato nel 1639 sotto il Parroco Nereo Trasatti da Lugnano a spese dei comitati del popolo. Sotto l'altare della cappella destra è collocata una statua lignea raffigurante Cristo Deposto del XVII secolo. Al di sopra dell'altare destro si trova il quadro della Madonna del Rosario tra San Domenico e Santa Caterina (XVII/XVIII secolo). Sotto l'altare della cappella sinistra è custodito il Corpo santo di San Clemente Martire - proveniente dal Cimitero di San Ciriaco in Roma – che divenne patrono del Castello dopo la solenne traslazione avvenuta nel 1785 per opera del Parroco Stefano Perelli da Narni. Attualmente il corpo si trova in un'urna in alluminio, prima del 1961 era invece collocato in un'urna di legno. Sopra l'altare sinistro è collocato la tela raffigurante S. Antonio Abate, S. Antonio da Padova, S. Giovanni Evangelista, S. Apollonia, Dio Padre e Cristo deposto (XVII/XVIII secolo). Il dipinto della Madonna del Buon Consiglio, che ricorda il miracolo avvenuto nel 1768, venne trafugato negli anni '60 dello scorso secolo ed è stato sostituito da copia della Madonna del Buon Consiglio di Genazzano (Roma. A destra dell'ingresso il fonte battesimale in legno sormontato da una piccola statua lignea di S. Giovanni Battista. Il Campanile, antica torre di difesa del Castello, è alto 18 metri e presenta 3 diverse campane, la più antica delle quali risale al 1699.[2].
- Alcuni tratti di mura ed alcune torri dell'antico castello;
- Convento dei Cappuccini, poco lontano, antico ospedale e chiesa per pellegrini lungo la Via Amerina;
- Ruderi di Laguscello;nell'antico Castello si trovava una Chiesa dedicata a S. Biagio*
- Santa Maria in Canale, già monastero benedettino femminile medievale, costruito sulle rovine di un tempio etrusco-italico del III secolo a.C.
- Ruderi della Chiesa di S. Angelo di Ciricano, nel medioevo monastero benedettino femminile poi da XV secolo convento agostiniano maschile.
- Chiesa di San Cristoforo, risalente al medioevo; la struttura attuale risale al 1848.
- Antica chiesa di S. Leonardo nei pressi del ponte della Via Amerina sul Rio Grande.

## Luoghi d'interesse naturalistico
- Lagarello, piccolo lago formato dal torrente Rio Grande e, nelle vicinanze la "Fossa Cupa"
- Lecceta dei Monti Amerini.

## Sport
- Mountain bike

### Impianti sportivi
- Campo di calcio

### Associazioni sportive
- Nuova Polisportiva Sambucetole